# Moj mali poni: Devojke iz Ekvestrije — Rejnbou Rok
Moj mali poni: Devojke iz Ekvestrije — Rejnbou Rok (naziv Equestria devojke — Muzika duge je takođe u upotrebi) je američko-kanadski animirani film iz 2014. godine. Radnja se odvija nakon završetka četvrte sezone crtane serije.

## Emitovanje i sinhronizacija

### Minimaks(studio Studio) sinhronizacija
Film je na srspkom jeziku emitovan premijerno 29. novembra 2014. u Srbiji, Crnoj Gori, Bosni i Hercegovini i BJR Makedoniji na TV kanalu Minimaks. Sinhronizaciju je radio studio Studio. Za ovu sinhronizaciju nema DVD izdanja. U sinhronizaciji su glasove pozajmili: Jelena Jovičić, Mariana Aranđelović, Snežana Nešković, Aleksandra Širkić, Andrijana Oliverić, i Milan Antonić.

### Mini TV(studio Blue House) sinhronizacija
Druga sinhronizacija ovog filma na srpskom jeziku je emitovana 6. decembra 2015. u Srbiji, Crnoj Gori, Bosni i Hercegovini i BJR Makedoniji na TV kanalu Mini. Sinhronizaciju je radio studio Blue House. Postoji DVD izdanje.

## Uloge
| Ime lika             | Uloga (engleski)                                 | Uloga (srpski) (Minimaks) |
| -------------------- | ------------------------------------------------ | ------------------------- |
| Tvajlajt Sparkl      | Tara Strong (dijalog) Rebeka Šojket (vokal)      | Mariana Aranđelović       |
| Epldžek              | Ešli Bol                                         | Aleksandra Širkić         |
| Rejnbou Deš          | Ešli Bol                                         | Aleksandra Širkić         |
| Flateršaj            | Andrea Libman                                    | Jelena Jovičić            |
| Pinki Paj            | Andrea Libman (dijalog) Šenon Čan-Kent (vokal)   | Jelena Jovičić            |
| Reriti               | Tabita St. Žermen (dijalog) Kazumi Evans (vokal) | Snežana Nešković          |
| Spajk                | Keti Veslak                                      | Snežana Nešković          |
| Sanset Šimer         | Rebeka Šojket                                    | Andrijana Oliverić        |
| Adađo Dazl           | Kazumi Evans                                     | Snežana Nešković          |
| Sonata Dask          | Marejka Hendriks                                 | Mariana Aranđelović       |
| Arija Blejz          | Dijana Karina                                    | Aleksandra Širkić         |
| Fleš Sentri          | Vinsent Tong                                     | Milan Antonić             |
| Direktorka Selestija | Nikol Oliver                                     | Jelena Jovičić            |
| Triksi Lulamun       | Ketlin Bar                                       | Jelena Jovičić            |
| Epl Blum             | Mišel Kreber                                     | Jelena Jovičić            |
| Sviti Bel            | Kler Korlet                                      | Aleksandra Širkić         |
| Skutalu              | Madelejn Piters                                  | Snežana Nešković          |
| Mod Paj              | Ingrid Nilsen                                    | Mariana Aranđelović       |
| Big Mek              | Piter Nju                                        | Marko Marković            |
| Snips                | Li Tokar                                         | Marko Marković            |
| Snejls               | Ričard Ijan Koks                                 | Marko Marković            |

## Pesme
- Rejnbou Rok / Uvodna špica
- Najbolje do sada
- Borba (bendova)
- Loše kontra čini
- Mrdaj rep!
- Pod uticaj čarolije
- Da trikove znam...
- Ja sam fantastična
- Dobro došli ste (prvi deo)
- Rejnbums borba (instrumental)
- Dobro došli ste (drugi deo)
- Sijam kao duga (odjavna špica)

Pesme u sinhronizaciji studija Studio je prevela Dragana Micković.

## Kratki filmići
Kratki filmići su deo promocija filma Rejnbou Rok. Postoje pretfilmski i nakonfilmski kratki filmići i svi su objavljeni na zvaničnom YouTube kanalu Hasbro Studio Shorts.

### Pretfilmski filmići
- Music to My Ears
- Guitar Centered
- Hamstocalypse Now
- Pinkie on the One
- Player Piano
- A Case for the Bass
- Shake Your Tail
- Perfect Day for Fun!

### Nakonfilmski filmići
- Friendship Through the Ages
- Life Is a Runway
- My Past Is Not Today

## Nastavak
Glavna tema: Moj Mali Poni: Devojke iz Ekvestrije - Igre prijateljstva